# Will Kindrachuk
Will Kindrachuk (* 5. Dezember 2000 in Raleigh) ist ein US-amerikanischer Schauspieler.

## Leben
Kindrachuk absolvierte die Theaterausbildung im Moonlight Stage Company. Im Jahr 2014 gewann er den Award als bester männlicher Schauspieler beim Junior Theater Festival. Im Jahr 2016 erhielt er eine Rolle des Asher aus der Serie School of Rock.

## Filmographie
- 2016–2018: School of Rock
- 2017: Preacher
- seit 2018: Good Girls